# Raïon de Masty
Pour les articles homonymes, voir Masty.
Le raïon de Masty (en biélorusse : Мастоўскі раён, Mastowski raïon) ou raïon de Mosty (en russe : Мостовский район, Mostovski raïon) est une subdivision de la voblast de Hrodna ou oblast de Grodno, en Biélorussie. Son centre administratif est la ville de Masty.

## Géographie
Le raïon couvre une superficie de 1 566,74 km2, dans le centre de la voblast. Il est limité au nord par le raïon de Hrodna et le raïon de Chtchoutchyn, à l'est par le raïon de Dziatlava), au sud par le raïon de Zelva et le raïon de Vawkavysk, et à l'ouest par le raïon de Berastavitsa.

## Histoire
Le raïon a été créé le 15 janvier 1940.

## Population

### Démographie
Les résultats des recensements de la population (*) font apparaître une diminution de la population jusqu'aux années 1990, qui s'accélère fortement dans les premières années du XXIe siècle.
| 1959*  | 1970*  | 1979*  | 1989*  | 1999*  | 2009*  |
| ------ | ------ | ------ | ------ | ------ | ------ |
| 52 935 | 51 341 | 46 039 | 42 003 | 41 491 | 33 883 |

### Nationalités
Selon les résultats du recensement de 2009, la population du raïon se composait de trois nationalités principales :
- 74,74 % de Biélorusses ;
- 18,69 % de Polonais ;
- 5,14 % de Russes ;

### Langues
En 2009, la langue maternelle était le biélorusse pour 80,85 % des habitants du raïon de Masty, le russe pour 17,34 %. Le biélorusse était parlé à la maison par 52,06 % de la population et le russe par 36,67 %.